# Ugo Amaldi
Ugo Amaldi (Verona, 18 de abril de 1875 — Roma, 11 de novembro de 1957) foi um matemático italiano.
Após concluir os estudos de matemática com 23 anos de idade, orientado por Salvatore Pincherle, em 1903 tornou-se professor de álgebra e geometria analítica na Universidade de Cagliari.
Em 1906 mudou para a Universidade de Módena e Reggio Emília, em 1919 para a Universidade de Pádua e finalmente em 1924 para Roma, primeiramente na Faculdade de Arquitetura, até 1942, e depois na Faculdade de Ciências Naturais. Trabalhou principalmente com teoria dos grupos.
Pai de Edoardo Amaldi e avô de Ugo Amaldi, ambos físicos.